# Wilfried von Danckelmann
Wilfried von Danckelmann (* 7. Juli 1943 in Hamburg-Altengamme) ist ein deutscher CDU-Politiker und ehemaliger Abgeordneter der Hamburgischen Bürgerschaft.

## Berufliches
Wilfried von Danckelmann, Sohn eines Gärtners, machte von 1959 bis 1962 eine Lehre bei der Gärtnerei Franz Buhk in Altengamme mit Abschluss Gehilfenbrief und arbeitete bis 1972 als Gärtner in seinem Lehrbetrieb weiter.
1972 wechselte er als Verkäufer an den Hamburger Großmarkt zu der Firma Blumen-Veiling und stieg 1975 zum Leiter der Abteilung Blumen auf.
Nebenbei arbeitete er als Vertreter für holländische Blumenzwiebeln und Jungpflanzen und wurde Inhaber eines Tabakgeschäfts mit Lotto- und Toto-Annahme.

## Politik
Von 1981 bis 1991 saß Wilfried von Danckelmann für die CDU als Abgeordneter in der Hamburgischen Bürgerschaft. Er arbeitete vor allem im Ausschuss für Fragen des Umweltschutzes, im Ausschuss für Ernährung und Landwirtschaft und – als Vertreter – im Bauausschuss und im Gesundheitsausschuss mit.